# المكتب الاتحادي للهجرة واللاجئين

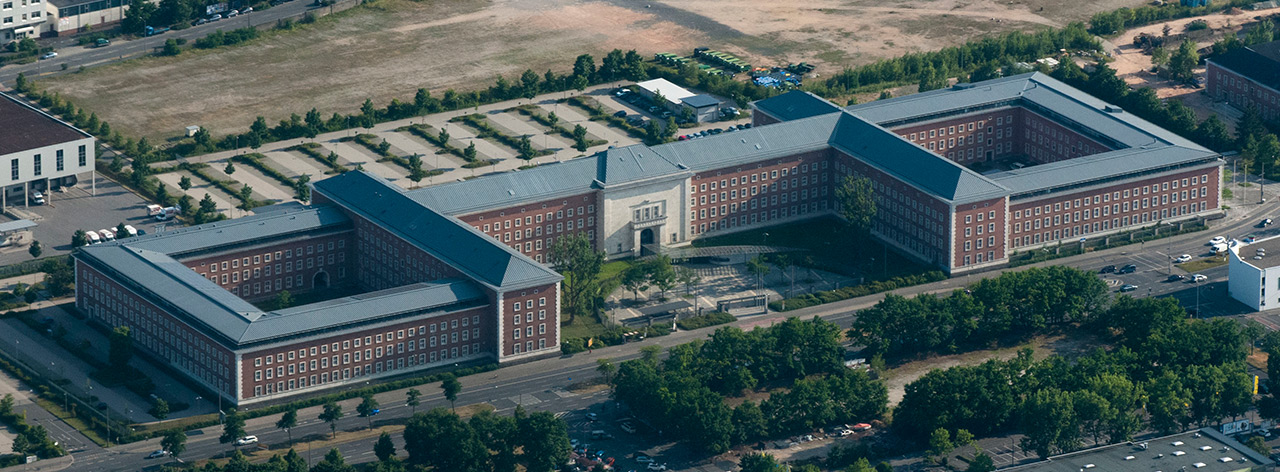
المكتب الرئيسي في نورنبرغ

المكتب الاتحادي للهجرة واللاجئين (BAMF) هو السلطة الاتحادية في وزارة الداخلية الاتحادية (BMI)، ومقرها في الثكنات الجنوبية السابق في نورنبرغ. 

## الاختصاص
المكتب الاتحادي هو السلطة الهجرة المركزية المختصة في مجالات الهجرة والاندماج والعودة ومسؤول عن المهام التالية في ألمانيا: 
- اللجوء / حماية اللاجئين
- إجراءات اللجوء واتخاذ قرارات بشأن طلبات اللجوء
- توجيه السجل المركزي للأجانب (AZR)
- تسجيل الإنساني (برنامج تسجيل الاتحادي، والحصص وإعادة التوطين)
- الاندماج/ الهجرة
- وتنفيذ دورات الاندماج (لجنة التنسيق الإدارية. § 1 INTV) و (دورات اللغة -BAMF)
- دعم اللغة والوظائف ذات الصلة ,الخدمات الاستشارية الأولية للمهاجرين
- إجراءات القبول المهاجرين اليهود من دول الاتحاد السوفياتي السابق
- مكتب مؤتمر الإسلام الألماني (DIK)
- السلطة المختصة في الاتحاد الأوروبي من اللجوء والهجرة وصندوق الاندماج (AMIF)
- العودة إلى الوطن
- مركز المعلومات للوساطة من أجل العودة الطوعية (ZIRF)
- الاتحادية الدولية و وحدة تنسيق الإدارة المتكاملة للعودة (IRM BKL)
- بحث / التعاون الأوروبي
- البحث العلمي في مجال اللجوء والهجرة والاندماج
- اعتراف من المؤسسات البحثية من دول خارج

الاتحاد الأوروبي
- نقطة الاتصال الوطنية لشبكة الهجرة الأوروبية (EMN)

## التاريخ
مع نفاذ اللائحة على الاعتراف بتوزيع اللاجئينالأجانب (AsylVO) 12. في كانون الثاني / يناير 1953 تولى المكتب الاتحادي للاعتراف باللاجئين الأجانب ، مع 40 موظفا في نورنبورغ-Langwasser, داخل منظمة منذ عام 1946 ، القائمة ما يسمى مخيم فالكا (أسرى الحرب السابقين و مخيمات اللاجئين). ما يسمى النازحين (المشردين) من دول البلطيق ، ودعا مخيم اللاجئين وفقا إستونيا-لاتفيا البلدة الحدودية حملاسم لاحقا أصبح مرادفا المخيم. في عام 1961, السلطة, مع حوالي 50 موظفا ، وفقا ل (Zirndorf) (Landkreis Fürth) في الحي منذ عام 1959 مجموعة مخيم للأجانب .